# 히토츠소라노시타
《ひとつ空の下》(히토츠소라노시타, "한 하늘 아래")는 대한민국 및 일본에서 활동하고 있는 가수 윤하의 일본어 정규 2집이다. 일본어로는 《Go! Younha》 이후 5년 만에 발매하는 정규 음반이다. 8월부터 예약 판매가 진행된 일본에서는 2010년 9월 22일, 대한민국에서는 1주일 뒤인 2010년 10월 4일 발매되었으며 멜론 등의 음악 스트리밍 사이트에서는 9월 29일 처음으로 공개되었다. 일본에서만 발매된 초판 한정반에는 프로모션 비디오 5개를 담은 DVD가 포함되어 있다.

## 내용 소개
- i-dep,Sotte Bosse로서 활약하는 "나까무라 히로시 (ナカムラヒロシ)", 어쿠스틱 기타 듀오 "DEPAPEPE", JIN 등이 앨범 작업에 참가하였다.
- 곡의 대부분 본인이 작사 및 참여하였다.
- DEPAPEPE와 공동 출연한 작품 〈お別れですか?〉의 PV는 TV프로그램 tvk 〈saku saku〉스탭이 제작하였다.
- 〈ソラトモ　~空を見上げて〉은 기상 사이트 〈ウェザーニュース(웨더뉴스)〉〈SOLiVE24〉공식 서포트 송이다. 각 서포터(웨더뉴스를 지지하고 웨더뉴스가 진행하는 프로그램에 참여하는 사람을 일컬음.)로부터 가사를 모집해 악곡이 완성되었다. 해당 사이트에서 무료 음원 배포를 실시한 이 곡은, 사이트에서 140만건 다운로드 되었다.
- 첫회 한정반은, 프로모션 비디오 5곡을 수록한 DVD 첨부되었다.

출처: 시스투스 레코드사 앨범 홍보용 판넬 번역 및 수정

## 곡 소개
- 02.太陽のトマト (기상사이트 웨더뉴스 〈SOLiVE24〉공식 서포트 송)
- 03.好きなんだ (텔레비전 카나가와〈saku saku〉ED테마)
- 04.お別れですか? (윤하×DEPAPEPE 콜라보 악곡) TITLE
- 05.ソラトモ ~空を見上げて (기상사이트 웨더뉴스 〈SOLiVE24〉공식 서포트 송) TITLE
- 06.Girl (텔레비전 아사히계 〈비토 타케시의 TV태클〉ED테마)
- 09.記憶 (텔레비전 애니메이션〈RIDEBACK〉ED테마, Someday에 실린 기억의 일본어 버전이다.)
- 11.虹の向こう側 (영화〈이번 일요일에〉메인 주제가)
- 12.うそばっかり (윤하 작사, 작곡, 편곡)

## CD 수록곡
| #             | 제목                                                      | 작사                                            | 작곡             | 재생 시간 |
| ------------- | --------------------------------------------------------- | ----------------------------------------------- | ---------------- | --------- |
| 1.            | 〈"風"〉 (바람)                                           | 多田慎也                                        | 多田慎也         | 5:39      |
| 2.            | 〈"太陽のトマト"〉 (태양의 토마토)                        | 윤하, 永麻, ナカムラヒロシ                      | ナカムラヒロシ   | 5:23      |
| 3.            | 〈"好きなんだ"〉 (좋아해)                                 | 윤하, JIN                                       | JIN              | 4:49      |
| 4.            | 〈"お別れですか?"〉 (헤어지는 건가요?)                    | 윤하                                            | DEPAPEPE         | 5:33      |
| 5.            | 〈"ソラトモ ~空を見上げて"〉 (하늘친구~하늘을 올려다보며) | 永麻 × 웨더뉴스(Weathernews) サポーター(서포터) | ナカムラヒロシ   | 4:15      |
| 6.            | 〈"Girl"〉                                                | 윤하, JIN                                       | 多田慎也, JIN    | 4:31      |
| 7.            | 〈"Complicated"〉                                         | 윤하, ナカムラヒロシ                            | ナカムラヒロシ   | 3:38      |
| 8.            | 〈"毎日が毎日"〉 (매일이 매일)                            | ナカムラヒロシ                                  | ナカムラヒロシ   | 4:14      |
| 9.            | 〈"記憶"〉 (기억)                                         | 윤하, AMADORI                                   | 타블로           | 4:27      |
| 10.           | 〈"抱きしめたい"〉 (안고싶어)                             | 윤하                                            | ハマモトヒロユキ | 5:39      |
| 11.           | 〈"虹の向こう側"〉 (무지개의 저편)                        | 佐藤永麻                                        | 重永亮介         | 5:31      |
| 12.           | 〈"うそばっかり"〉 (거짓말뿐)                             | 윤하                                            | 윤하             | 3:31      |
| 총 재생 시간: | 총 재생 시간:                                             | 총 재생 시간:                                   | 총 재생 시간:    | 57:10     |

### DVD 수록곡 (초회 한정반)
| #  | 제목                        | 재생 시간 |
| -- | --------------------------- | --------- |
| 1. | 〈전체 감상〉               |           |
| 2. | 〈"Girl"〉                  |           |
| 3. | 〈"好きなんだ"〉            |           |
| 4. | 〈"虹の向こう側"〉          |           |
| 5. | 〈"ソラトモ~空を見上げて"〉 |           |
| 6. | 〈"お別れですか?"〉         |           |